# Борислав Јанковић
Борислав Јанковић (Подрашаница, 28. август 1960) српски је сликар, новинар и предсједник еколошког покрета „Зеленковац“ из Мркоњић Града.

## Биографија
Рођен је од оца Јанка и мајке Милице (рођене Даниловић). Међутим, у матичну књигу је грешком уписано да је рођен 1. октобра 1960. и тај датум се узима као званични датум његовог рођења. Завршио је гимназију у Мркоњић Граду 1979. године и покушао да се упише на Ликовну академију у Сарајеву. Пошто му то није пошло за руком, уписао је Педагошку академију на сарајевском универзитету и двије године провео на Одсјеку за српскохрватски језик и књижевност југословенских народа. Након тога се пребацио на Одсјек за историју и географију. Такође је двије године учио сликарство код бањалучког умјетника Бекира Мисирлића. Ожењен је и има троје дјеце.
Борислав Јанковић је на Зеленковцу основао галерију „Зашто није отишао Боро?!“, коју је 11. јуна 1988. године свечано отворио пјесник Душко Трифуновић. Такође је основао и еколошки покрет, који је регистрован 11. јула 1998, а активан је и данас. Током рата у Босни и Херцеговини је радио као новинар Радио-телевизије Републике Српске (тада Српске радио-телевизије), за коју је повремено извјештавао из Москве. У новембру 2004. године је одржао изложбу својих ликовних радова у кући Фридриха фон Амерлинга, дворског сликара цара Фрање Јосифа I, у Бечу.
Еколошки покрет, на чијем је челу, је организатор бројних активности на Зеленковцу: ликовна колонија, џез фестивал, такмичење у брдском бициклизму, камп за волонтере итд. Неке од ових пројеката помаже мркоњићка општина.